# Vroom in the Night Sky
Vroom in the Night Sky ist ein Computerspiel der Firma Poisoft Games. Es wurde am 3. März 2017 in Europa und Japan zeitgleich zur Veröffentlichung der Switch im Nintendo e-Shop veröffentlicht. In den USA wurde das Spiel am 5. April 2017 veröffentlicht.

## Gameplay
Hauptakteurin ist das Magical Girl Luna, welches auf unterschiedlichen Motorrädern durch eine Phantasiewelt fliegt. Ziel des Spiels ist es, in den einzelnen Welten durch Ringe zu fliegen, um eine möglichst hohe Punktzahl zu erhalten, bevor man das Ziel erreicht. Zudem lässt sich Sternenstaub einsammeln, mit dem in einem Shop weitere Motorräder freigeschaltet werden können.

## Englische Übersetzung
In zahlreichen Rezensionen wurde die schlechte englische Übersetzung kritisiert. Im spielinternen Shop werden zum Beispiel bereits gekaufte Motorräder mit „buyed“ (richtig: „bought“) gekennzeichnet oder es tauchen grammatisch falsche Sätze wie „I’m cute than you“ (richtig: „I’m cuter than you“) auf. Durch das Update auf die Version 1.1.0 wurden einige der Sprachpatzer beseitigt.

## Rezeption
Das Spiel hat weitestgehend schlechte bis sehr schlechte Kritiken erhalten. So schreibt etwa Mathias Oertel von 4Players:

„In Vroom in the Night Sky passt so gar nichts zusammen. Dass vollkommen banale Konzept wurde eingebunden in eine Kulisse, die die vermeintlichen Fähigkeiten der Switch Lügen straft und Nintendos neues System technisch wie einen Verwandten des N64 aussehen lässt.[…]“

Nicola Hahn von PlanetSwitch.de kommt zu folgenden Fazit:

„Das Spiel ist schlecht übersetzt, bietet kaum Inhalt, erklärt wird rein gar nichts, auch wenn es noch so nötig ist. Die einzelnen Welten bieten kaum Abwechslung, das Gameplay selbst erst recht nicht. Dieser Titel ist verschwendetes Geld, da helfen auch nicht die Achievements und die Einstellungsmöglichkeiten.“